# Zmierzch bożyszcz
Zmierzch bożyszcz, czyli Jak filozofuje się młotem (niem. Götzen-Dämmerung, oder, Wie man mit dem Hammer philosophiert) – dzieło filozoficzne Friedricha Nietzschego z roku 1888, wydane po raz pierwszy rok później w wydawnictwie Constantina Georga Naumanna. Pierwszy szkic utworu ukończył w niewiele ponad tydzień (od 26 sierpnia do 3 września 1888). Utwór stanowi prawdopodobnie zamierzony przez Nietzschego wstęp do własnej filozofii. Tytuł jest grą słów na temat nazwy dramatu muzycznego Richarda Wagnera Zmierzch bogów (niem. Götterdämmerung), ostatniego z cyklu Pierścień Nibelunga.
Na całość składają się kilkustronicowe rozdziały:
1. Vorwort (Przedmowa)
2. Sprüche und Pfeile (Zdania i groty)
3. Das Problem des Sokrates (Problemat Sokratesa)
4. Die "Vernunft" in der Philosophie („Rozum” w filozofii)
5. Wie die "wahre Welt" endlich zur Fabel wurde (Jak „świat prawdziwy” stał się w końcu baśnią)
6. Moral als Widernatur (Morał jako wynaturzenie)
7. Die vier grossen Irrthümer (Cztery wielkie błędy)
8. Die "Verbesserer" der Menschheit („Poprawiacze” ludzkości)
9. Was den Deutschen abgeht (Na czym zbywa Niemcom)
10. Streifzüge eines Unzeitgemässen (Niewczesne dywagacje)
11. Was ich den Alten verdanke (Co zawdzięczam starożytnym?)
12. Der Hammer redet (Mówi młot).

## Polskie przekłady
- Zmierzch bożyszcz czyli Jak filozofuje się młotem, przeł. Stanisław Wyrzykowski, J. Mortkowicz, W. L. Anczyc, Warszawa–Kraków 1905-06,
- Zmierzch bożyszcz czyli Jak filozofuje się młotem, przeł. Paweł Pieniążek, ISBN 83-7389-508-6, "Zielona Sowa", Kraków 2004,
- Zmierzch bożyszcz czyli Jak filozofuje się młotem, przeł. Grzegorz Sowiński, ISBN 978-83-233-3293-0, Wydawnictwo Uniwersytetu Jagiellońskiego, Kraków 2013.